# アトルボロ (マサチューセッツ州)
アトルボロ（英: Attleboro）は、アメリカ合衆国マサチューセッツ州のブリストル郡にある都市。人口は4万6461 人（2020年）。プロビデンスの北東16キロメートル、ボストンの南63キロメートルに位置している。かつて市内に多くの宝石加工業者がいたので「世界の宝石首都」と呼ばれた。

## 歴史

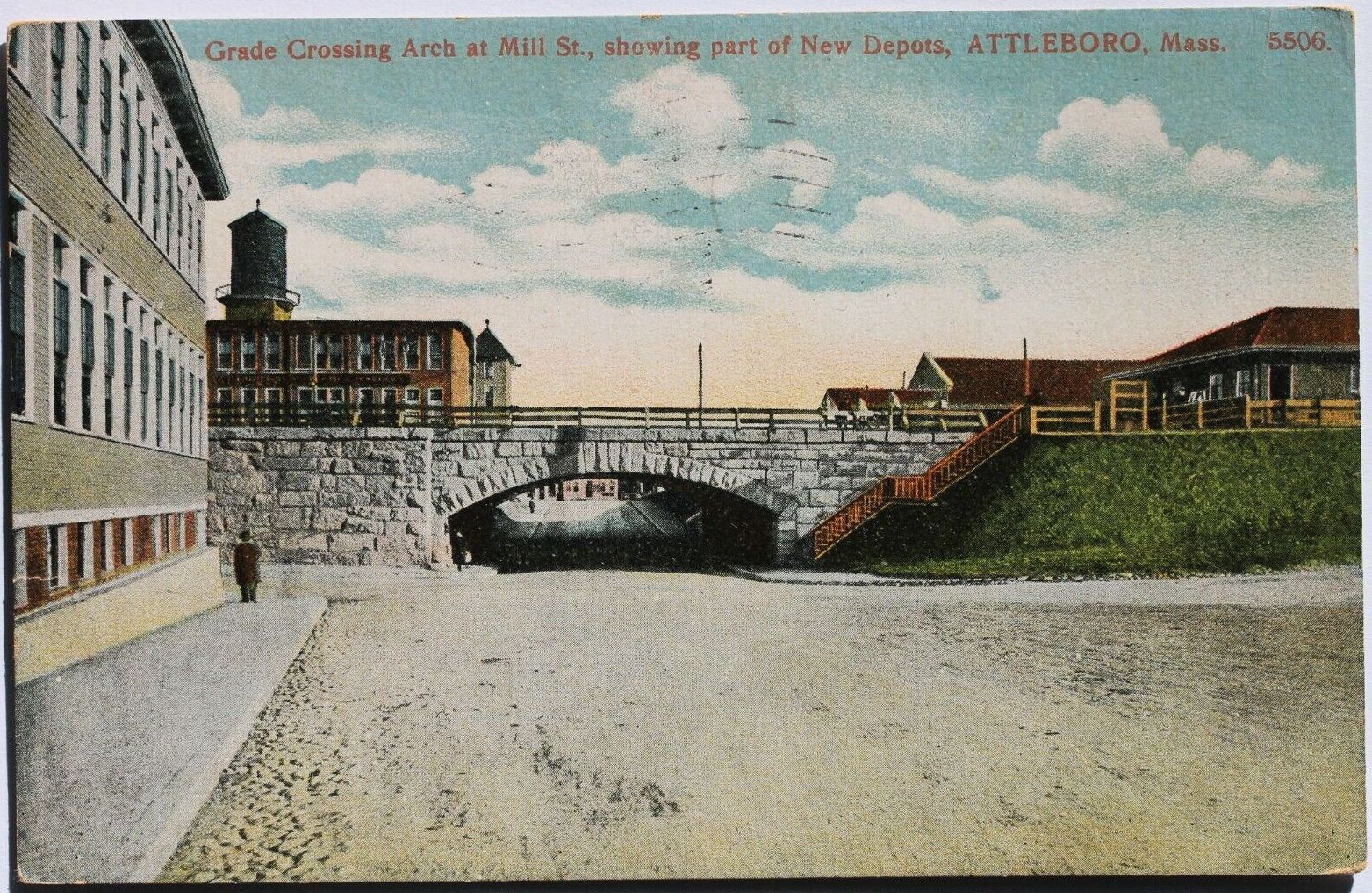
ミル通り（1908年）

1634年、イングランド人開拓者が、現在アトルボロとなっている所に最初に入って来た。この開拓者達は痩せた土壌、水運の便宜のないことに遭遇し、貧しい生活に耐えることになった。彼らは人間の生存には適していないと宣言し、二度と戻って来ないと決断した。それでも1694年にはアトルボロの町としてレホボスから分離、法人化された。その町域は今より広かったが、1747年にロードアイランド州カンバーランド町が分離し、1887年にはノースアトルボロ町が分離した。町は1914年に市として再度法人化され、綴りも最後の3文字 "-ugh" が無くなった（ノースアトルボロはその綴りを残している）。マサチューセッツ州の多くの町と同様に、イングランドのノーフォークにある町から市名が採られた。
植民地時代にインディアンとの抗争が続いた間、アトルボロ住人の息子ナサニエル・ウッドコックが殺され、その頭が父の家の前庭にあった柱の上に置かれていた。その父の家は現在歴史史跡に指定されている。ジョージ・ワシントンがアトルボロを通り、ウッドコック・ガリソンの家近くハッチ酒場で滞在し、独立戦争の軍人でガリソン邸の新所有者だったイスラエル・ハッチと靴のバックルを交換したという伝承がある。
アトルボロには、宝石加工業のL・G・バルフォア社があり、1913年には宝石の加工で知られる町になっていた。バルフォア社はその後市から出て行き、その工場跡はリバーフロント公園に転換された。アトルボロは「世界の宝石首都」と呼ばれたこともあり、宝石加工会社が操業を続けている。その1つがギーヨ兄弟会社であり、1904年に創業した。現在も操業を続けている会社には、ジェネラル・ファインディングズ、M・S・カンパニー、ジェイムズ・A・マーフィ Co.、ガーラン・チェイン、リーチ & ガーナー、マスターズ・オブ・デザインなどがある。

## 地理
アトルボロは北緯41度56分 西経71度18分 / 北緯41.933度 西経71.300度 (41.93, −71.32)に位置しており、アメリカ合衆国国勢調査局に拠れば、市域全面積は27.8平方マイル (72.0 km2)であり、このうち陸地26.8平方マイル (69.4 km2)、水域は1.0平方マイル (2.6 km2)で水域率は3.59%である。アトルボロの北はノースアトルボロ、東はマンスフィールドとノートン、南はレスボス、シーコンク、ロードアイランド州ポータケット市、西はロードアイランド州カンバーランドの各町と接している。市内にはブリッグス・コーナー、ドッジビル、イーストジャンクション、ヘブロンビル、サウスアトルボロと呼ばれる地区がある。
バンゲイ川の他、幾つかの小川を合わせたテンマイル川がアトルボロの中心を流れている。マンチェスター池貯水池が州間高速道路95号線傍にあり、他にも小さな池が幾つかある。アントニー・ローレンス保護地域とコールマン保護地域の2か所が保護地域であり、市の北側にはバンゲイ川保存地域もある。市内最高地点は市の南部、オークヒル・アベニューの北にある、標高76メートルのオークヒルである。

## 見どころ
市内には博物館が4館ある。アトルボロ美術館、アトルボロ地域産業博物館、働く女性博物館、ミュージアム・アット・ザ・ミルの4館である。その他興味ある場所としては、ケプロンパーク動物園、L・G・バルフォア・リバーウォーク（元L・G・バルフォア宝石加工場があった場所、中心街事業地区に隣接）、アワーレディ・オブ・ラ・サレット・シュライン（クリスマスのライトアップがある）、トリボロ青年劇場/トリボロ音楽劇場、アトルボロ・コミュニティ劇場、ドッジビル・ミルがある。

## 中心街再活性化
2011年12月、アトルボロ市は歴史ある中心街地域の再活性化を支援するために、州と連邦の予算540万ドルが確保された。市の「中心街再開発と再活性化プロジェクト」は、活用されていない工業と商業の資産を、商業、レクリエーション、住宅の混合用途に転換しようというものである。このプロジェクトには、マサチューセッツ湾交通局の通勤鉄道やグレーター・アトルボロ・トーントン地域交通局バス便に、道路改良を加えた交通体系の改善も含まれている。
この市のプロジェクトは、州のブラウンフィールド（汚染土壌）・サポートチーム・イニシャティブに選定されてもおり、州内全体の市町における経済開発機会に道を開くために、複雑な問題を解決する州、地方、連邦政府間の協力を奨励するものである。ブラウンフィールド・サポートチームの組織に貢献するのは、マサチューセッツ州環境保護部、マスデベロプメント、住宅・地域社会開発部、マサチューセッツ州交通部がある。
アメリカ合衆国下院議員ジム・マクガバンが2011年に、「この変革の予算はアトルボロがその中心街を再形成し、強い町をさらに強くする記念碑的機会を提供する。新しい交通計画が完成すれば、アトルボロを他の小さな都市のモデルとし、汚染された場所を積極的に再利用することが経済開発を強化することになる」と言って、このプロジェクトの重要性を強調した。

## 交通

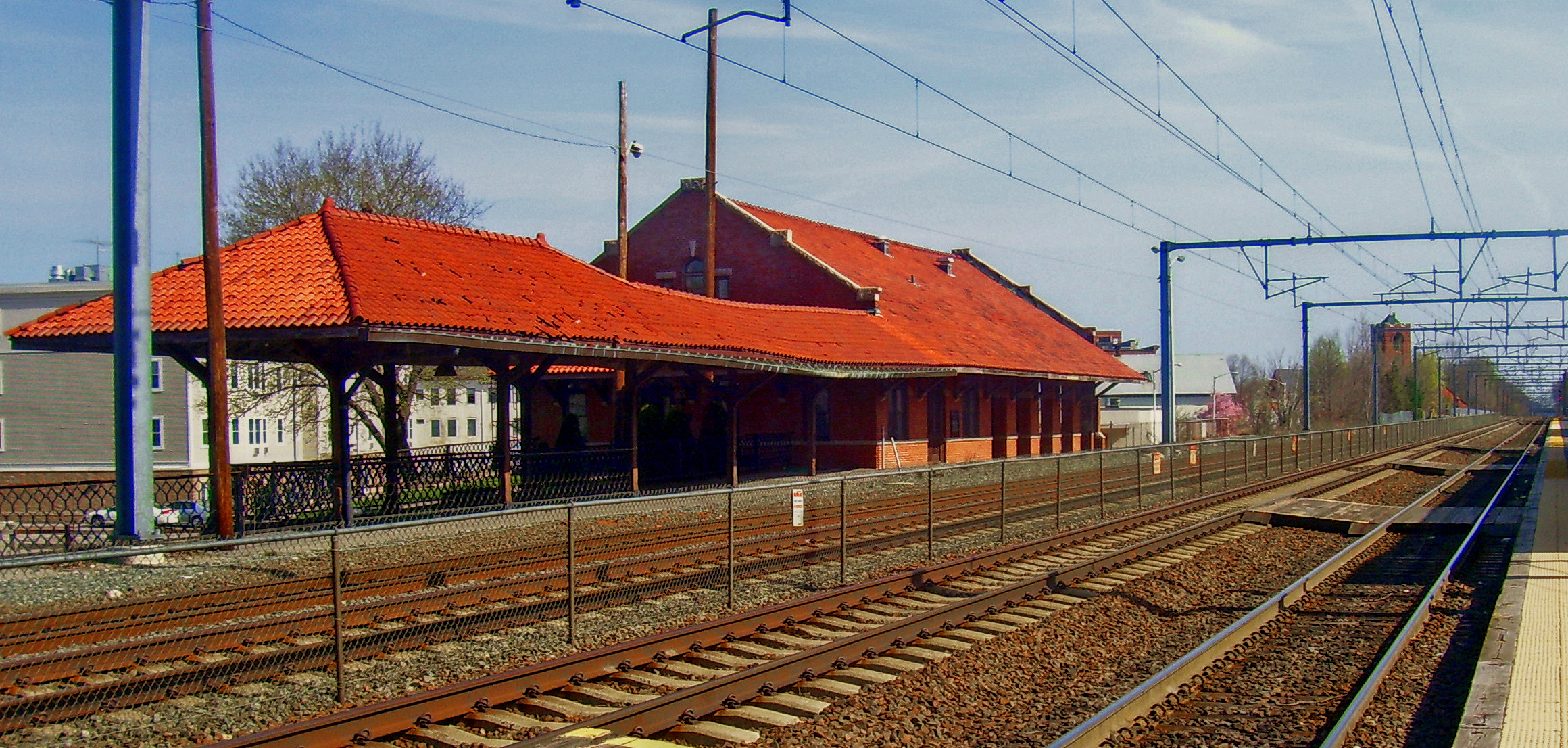
アトルボロ駅

市内にマサチューセッツ湾交通局通勤鉄道の駅が2つある。アトルボロ駅とサウス・アトルボロ駅である。
アトルボロとトーントンはグレーター・アトルボロ・トーントン地域交通局のバス便を利用できる。両市を結ぶ路線の他、周辺とを結ぶ路線もある。
アトルボロは州間高速道路95号線、同295号線、アメリカ国道1号線、マサチューセッツ州道1号線代替路、同118号線、同123号線、同152号線の傍にあり、この3本の州道は市の中心で交差している。I-95はロードアイランド州ポータケットからアトルボロでマサチューセッツ州に入って来る。I-295の北端はノースアトルボロの町境がI-95と交わる場所に近い。計画中のI-895は、アトルボロを通り現在のI-95とI-29の終端近くで交差する。ロードアイランド州からI-295を入ってくると、I-95のハーフインターチェンジの前で出口がある。

## 人口動態
アトルボロはプロビデンス都市圏に入っている。ボストンからも近く、ボストン都市圏と結びつきがある。
以下は2010年国勢調査による人口統計データである。
| 基礎データ - 人口: 43,593 人 - 世帯数: 16,884 世帯 - 家族数: 11,212 家族 - 人口密度: 628.1人/km2（1,626.6 人/mi2） - 住居数: 18,022 軒 - 住居密度: 259.7軒/km2（672.5 軒/mi2） 人種別人口構成 - 白人: 87.1%（35%以上がアイルランド系） - アフリカン・アメリカン: 3.0% - ネイティブ・アメリカン: 0.2% - アジア人: 4.5% - カンボジア系：1.5% - インド系：1.3% - 中国系：0.4% - ベトナム系：0.4% - 太平洋諸島系: 0.1% - その他の人種: 2.8% - 混血: 2.2% - ヒスパニック・ラテン系: 6.3% - プエルトリコ系: 2.0% - グアテマラ系: 1.7% - メキシコ系: 0.5% - エルサルバドル系: 0.4% - ドミニカ系: 0.3% - コロンビア系: 0.2% | 年齢別人口構成 - 18歳未満: 22.7% - 18-24歳: 7.9% - 25-44歳: 28.5% - 45-64歳: 28.0% - 65歳以上: 12.9% - 年齢の中央値: 40歳 - 性比（女性100人あたり男性の人口） - 総人口: 95.5 - 18歳以上: 93.3 世帯と家族（対世帯数） - 18歳未満の子供がいる: 33.3% - 結婚・同居している夫婦: 50.1% - 未婚・離婚・死別女性が世帯主: 11.3% - 非家族世帯: 33.6% - 単身世帯: 26.4% - 65歳以上の老人1人暮らし: 9.8% - 平均構成人数 - 世帯: 2.55人 - 家族: 3.11人 収入と家計（2009年から2011年平均） - 収入の中央値 - 世帯: 63,647米ドル - 家族: 71,091米ドル - 性別 - 男性: 52,558米ドル - 女性: 40,954米ドル - 人口1人あたり収入: 30,039米ドル - 貧困線以下 - 対人口: 6.8% - 対家族数: 4.2% - 18歳未満: 6.4% - 65歳以上: 7.8% |

## 教育
アトルボロの教育部には小学校5校、中学校3校、高校1校が入っている。アトルボロ高校は職業訓練科もある。そのフットボールチームはノースアトルボロ高校と、毎年感謝祭の日に対抗試合を行っている。ビショップ・フィーハン高校はカトリック系共学高校であり、1961年に開校し、フォールリバー教区第2司教ダニエル・フランシス・フィーハン司教にちなんで名付けられた。市内にはブリストル・コミュニティカレッジの衛星分校もあり、以前は市の旧高校校舎を使っていたが、そのご元テキサス・インスツルメンツの跡に引っ越した。ブリッジウォーター州立大学が2009年にアトルボロに分校を開き、ブリストル・コミュニティカレッジと施設を共有している。

## 宗教
アトルボロの宗教地図は、歴史的な人種民族構成を反映している。セントジョン、セントテレサ・オブ・リトルフラワー、セントビンセント・ド・ポールとカトリック教会が3つあり、それぞれ、イングランドとアイルランド、元フランス（現ヒスパニック）、ポルトガルの地区を代表している。
ノース・メインストリートのオールセインツ聖公会教会（1890年建設）は伝統的なイングランド国教会のものだが、この教会は現在大変多様になっている。2007年、アメリカ聖公会教会のリベラルな政策について分裂し、ヘブロンビル・ビレッジにオールセインツ・アングリカン教会を設立することになった。この教会はウガンダのアングリカン教区に従属している。
ノース・メインストリートのセンテナリー・ユナイテッド・メソジスト教会は1865年11月26日に、レイルロード・アベニューの建物で信徒集会として始まった。現在の場所で最初の教会建物は1896年にデイビス・メソジスト・エピスコパル教会という名で始まった。この建物は1883年の火事で焼失した。1884年に再建された教会はセンテナリー・メソジスト・エピスコパル教会と名付けられ、アメリカのメソジスト100周年を祝った。1998年センテナリーとヘブロン・メソジストが1つの教会に統合された。
タウン・コモンに近い第二会衆派教会（1748年設立）は、ニューイングランドの町に典型的なものであり、当時のイーストアトルボロの設立教会である。ノースアトルボロのオールドタウンにあった第一会衆派教会の娘教会である。当初は現在のコモンにあった集会所であり、1825年に建てられた風格ある白い下見板張りの建物だった。1950年代初期に取り払われ、新しく信徒会館と教室を建設した。本館の赤煉瓦造りの建物と時計塔は、1904年に白い教会の横に建設された。1960年代初期、祭壇と入り口の内装が劇的に改装され、ビクトリア様式と世紀半ば現代のオープンな感覚とが融合するものになった。この教会の裏にはオールドカーク・ヤード墓地があり、町の初期の家族が埋葬されている。時計塔にある時計は当初市が所有していたが、現在は教会の所有になっている。ジャック & ジル学校が60年間以上この教会を運営してきた。市内の小学校の1つがこの協会の初代牧師ピーター・サッチャーから名付けられている。
市内のプロテスタント系ではバプテスト3教会、アドベント・クリスチャン、フルート・オブ・ザ・スピリット・ミッション教会、アッセンブリーズ・オブ・ゴッド、ベサニー・ビレッジ・フェローシップがある。またマレー・ユニタリアン・ユニバーサリスト教会もノース・メインストリートにある。同じくノース・メインストリートのエバンゲリカル・コブナント教会は近年100周年を祝った。以前はスウェーデン教会だったが、現在は多くの民族手段を含んでいる。エホバの証人の王国会館がコモンウェルス・アベニューにある。
クリスチャン・アンド・ミッショナリー・アライアンス、グッドニューズ・バイブル・チャペル、ニュー・コブナント・クリスチャン・フェローシップ、キャンドルベリー・ミニストリーズのような超教派の教会も多い。教会移植で始まったセントジェイムズ・アングリカン教会（ケニヤ）のような民族教会も幾つかある。
- 救世軍のブリッジズ・オブ・ホープは、日曜礼拝と週日と夜のサポート礼拝があり、若者のための「ブリッジング・サ・ギャップ」を行う
- イマヌエル・ルーテル教会は日曜礼拝を行う
- アトルボロ地域カウンシル・オブ・チャーチズは地域社会で活動している
- コングリゲーション・アグダス・アキムは、ユダヤ教再建派運動に属している

## 癌
2003年後半、「サン・クロニクル」が市内で膠芽腫のために死亡した4人の女性に関して、州が調査を始めたと報告した。2005年10月時点で調査結果が公表されず、調査の状態も不明である。
環境防衛基金のオンライン汚染者データベースでは、マサチューセッツ州でも最悪の違反者であるエンジニアド・マテリアルズ・ソリューション Inc. などアトルボロの発癌に関係するという7つの施設を挙げている。
2002年、マサチューセッツ州公衆衛生部が、ノートンとアトルボロの境にあるシュパック埋立地の発がん性を評価するよう求められた。その調査は少なくとも2004年まで続いた。非公式の埋め立て物には、ウラン燃料棒、重金属、揮発性有機化合物が含まれていた。

## 著名な出身者
- ジェフ・キャメロン（1985年 – )、プロサッカー選手
- ホーレス・ケプロン（1804年–1885年）、南北戦争時の北軍士官、後に日本への農業助言者（お雇い外国人）[31]